# Luisinho Dias
Luís Germano Borlotes Dias (14 de abril de 1973), conhecido apenas por Luisinho Dias ou Luisinho, é um ex-futebolista moçambicano que atuava como goleiro. Representou a Seleção Moçambicana em duas edições da Copa das Nações Africanas.

## Carreira
Em clubes, jogou apenas por Desportivo e Ferroviário, ambos da capital Maputo. Venceu o Moçambola em 1998–99, tendo deixado os Locomotivas durante a campanha. Encerrou a carreira com apenas 30 anos, em 2003.

## Seleção Moçambicana
Pela Seleção Moçambicana, Luisinho fez sua estreia em janeiro de 1996, na derrota por 2 a 0 para Gana, em jogo válido pela Copa das Nações Africanas (foi reserva de Rui Évora na competição), e na edição de 1998, atuou contra Marrocos e Zâmbia, ambos como titular. Sua última partida pelos Mambas foi também contra os Chipolopolo, em agosto de 1999.

## Títulos
Ferroviário de Maputo
- Moçambola: 1998–99